# Szczepan Michalski
Szczepan (Stefan) Władysław Michalski (ur. 15 grudnia 1905 w Stryszawie, zm. 22 czerwca 1941 w Kijowie) – robotnik Polminu w Drohobyczu (majster parafiniarni Polmin), harcmistrz – pierwszy w Polsce harcmistrz – robotnik, Komendant Hufca (Hufcowy) Harcerzy w Drohobyczu. Od jesieni 1939 r. komendant konspiracyjnej grupy harcerskiej, później, po przeszkoleniu w Budapeszcie współorganizator i komendant ZWZ, Biały Kurier (w trasę chodził z instruktorem Hufca Harcerzy w Drohobyczu – phm. Ferdynandem Freimuthem).

## Życiorys

### 1905–1939
Urodził się jako syn Władysława Michalskiego i Magdaleny z domu Staszkiewicz w 1905 r. w Stryszawie na Podhalu. Uczęszczał do szkoły ludowej w Sowlinach (k/ Limanowej). Po ukończeniu 3 klasy pracował w latach 1916–1922 jako robotnik w rafinerii Limanowa. Następnie w latach 1922–1924 pracował jako praktykant destylacji próżniowej w rafinerii nafty Polmin w Drohobyczu i w latach 1925–1927 w rafinerii Fanto w Ustrzykach Dolnych.
W styczniu 1928 r. powołany do służby wojskowej w 2 pułku strzelców podhalańskich w Sanoku, niedługo po tym zwolniony jako czasowo niezdolny do służby wojskowej. Od 1932 r. był kontraktowym pracownikiem Dowództwa Korpusu X Wychowania Fizycznego i Przysposobienia Wojskowego.
W 1934 r. ożenił się z Rozalią Janiną z domu Milan, z którą miał dwoje dzieci: Tadeusza (ur. 1935 r.) i Danutę (ur. 1938 r.).
11 listopada 1937 r. został odznaczony Brązowym Krzyżem Zasługi. Przed II wojną światową mieszkał w Drohobyczu przy ul. Stryjskiej 157.

### 1939–1941
Po klęsce wrześniowej na jesieni 1939 r. został komendantem konspiracyjnej grupy harcerskiej, później ZWZ. Jako Biały Kurier pomagał zagrożonym aresztowaniem w ucieczce na Węgry. Na Węgry przeszedł w grupie harcerskiej 30 grudnia 1939 r. (wraz z phm. Ferdynandem Freimuthem). Po przeszkoleniu w bazie „Romek” w Budapeszcie został skierowany do kraju jako komendant ZWZ w Drohobyczu.
Aresztowany wraz z phm. Ferdynandem Freimuthem po przekroczeniu granicy węgierskiej w drodze z Budapesztu 15 lutego 1940 r. w Siankach. Był więziony kolejno w: Stryju, Drohobyczu, Samborze i Kijowie. W trakcie przesłuchań obydwaj druhowie milczeli i nie wydali nikogo.
Następnie sądzony przed sądem wojennym w dniach 12–16 maja 1941 r. w Kijowie w procesie grupy harcerskiej (19 osób), zwanej grupą Michalskiego. W trakcie rozprawy ze swadą odpowiadał na zarzuty. W ostatnim słowie na rozprawie wygłosił krótkie, płomienne przemówienie patriotyczne. Skazany na karę śmierci z § 54 pkt. 2 (powstanie zbrojne), pkt. 6 (szpiegostwo), pkt. 11 (kontrrewolucyjna działalność organizacyjna [przestępstwo grupowe]) Kodeksu Karnego USSR (Związku Socjalistycznych Republik Radzieckich). Wyrok wykonano po agresji Niemiec na Związek Radziecki – 22 czerwca 1941 r. Zwłoki pochowano prawdopodobnie w Bykowni. Jego żona i dzieci uniknęli poważniejszych represji.

### Rodzina
Posiadał rodzeństwo, brata i cztery siostry, które mieszkało poza Drohobyczem. Ze związku małżeńskiego z Rozalią Milan posiadał dwójkę dzieci.

### Działalność harcerska
Od 1922 r. działał w Związku Harcerstwa Polskiego. W latach 1924–1925 był drużynowym 1. Drohobyckiej Drużyny Harcerzy im. hetmana Stanisława Żółkiewskiego oraz w latach 1923–1925, 1929–1932 i 1938–1939 był drużynowym 2. Drohobyckiej Drużyny Harcerzy im. Jana Kilińskiego, która zrzeszała robotników i rzemieślników. W lecie 1927 r. na kursie instruktorskim w Drohobyczu zdobył stopień ćwika, a 3 lutego 1928 r. stopień podharcmistrza. 23 marca 1932 r. po kolejnych kursach instruktorskich został mianowany na stopień harcmistrza. W latach 1934–1938 Komendant Hufca Harcerzy w Drohobyczu. W 1938 r. z przyczyn zdrowotnych ustąpił z kierowania hufcem. Według hm. Tadeusza Chciuka-Celta był jedynym harcmistrzem robotnikiem w Odrodzonej Polsce.

## Informacje dodatkowe
- jego postać została upamiętniona w wydanej w 1986 r. książce Marka Celta (pseudonim Tadeusza Chciuka-Celta) pt. „Biali Kurierzy”,
- 15 sierpnia 1990 r. został pośmiertnie odznaczony Srebrnym Krzyżem Zasługi z Mieczami przez Prezydenta RP w Londynie „za zasługi w służbie kuriera pomiędzy Władzami RP na obczyźnie i Podziemiem pod okupacją sowiecką”,
- w 1997 r. stał się jednym z bohaterów 25.Szczecińskiej Jeździeckiej Drużyny Harcerskiej, która przyjęła imię Białych Kurierów,
- 22 czerwca 2008 r. odsłonięto i poświęcono na cmentarzu Mater Dolorosa w Bytomiu symboliczny grób ufundowany przez jego dzieci Tadeusza i Danutę; do grobu złożono urny z ziemią z rodzinnej Stryszawy, umiłowanego przez niego Drohobycza i z Bykowni, gdzie prawdopodobnie został pochowany po wykonaniu wyroku przez NKWD.

## Odznaczenia
- Srebrny Krzyż Zasługi z Mieczami (pośmiertnie) – 15 sierpnia 1990 r.
- Brązowy Krzyż Zasługi – 11 listopada 1937 r.